# جیسون دوتسل
جیسون دوتسل (انگلیسی: Jason Dozzell؛ زادهٔ ۹ دسامبر ۱۹۶۷) بازیکن فوتبال اهل بریتانیا است.
از باشگاه‌هایی که در آن بازی کرده‌است می‌توان به باشگاه فوتبال کانوی ایسلند، باشگاه فوتبال کولچستر یونایتد، باشگاه فوتبال تاتنهام هاتسپر، باشگاه فوتبال ایپسویچ تاون، باشگاه فوتبال نورث‌همپتون تاون، و باشگاه فوتبال گرایس اتلتیک اشاره کرد.
وی همچنین در تیم ملی فوتبال زیر ۲۱ سال انگلستان بازی کرده‌است.